# Justin Bieber
Justin Drew Bieber, conegut simplement com a Justin Bieber (anglès: Justin Drew Bieber)  (London, 1 de març de 1994), és un cantant pop comercial canadenc. Bieber fou descobert l'any 2008 pel mànager de talents estatunidenc Scooter Braun, el qual va veure vídeos de Bieber al YouTube; més tard esdevingué el seu mànager. Braun va concertar una trobada entre Bieber i Usher Raymond a Atlanta (Geòrgia), on el cantant va firmar un contracte musical amb Raymond Braun Media Group (RBMG), i més tard un contracte de gravació amb la discogràfica Island Records ofert per L.A. Reid.
El seu primer extended play, My World, de set temes, fou publicat el novembre de 2009 i rebé la certificació de platí als Estats Units. Va esdevenir el primer artista a tenir set cançons d'un àlbum de debut a la Billboard Hot 100. El primer àlbum d'estudi complet, My World 2.0, fou publicat el març del 2010. Va aconseguir situar-se al número u, o prop del número u, en les llistes d'èxits de molts països i aconseguí la certificació de platí als Estats Units. L'àlbum estigué precedit pel senzill d'èxit internacional «Baby». A continuació de la publicació de l'àlbum, Bieber va dur a terme la seva primera gira, My World Tour, els àlbums de remescles My Worlds Acoustic i Never Say Never – The Remixes, i la pel·lícula concert en 3D Justin Bieber: Never Say Never. Bieber publicà el seu segon àlbum d'estudi, Under the Mistletoe, el novembre de 2011, i debutà al número u de la Billboard 200. El seu tercer àlbum d'estudi fou Believe, publicat el juny de 2012, i esdevingué el seu quart treball que aconseguí estar a dalt de tot de les llistes estatunidenques, ja que també debutà al número u de la Billboard 200.
Bieber ha rebut nombrosos premis, entre els quals el Premi Artista de l'Any dels American Music Awards de 2010 i de 2010, i fou nominat al millor artista revelació i millor àlbum de pop vocal a la 53a edició dels Premis Grammy (2011). Gràcies als seus admiradors –anomenats «beliebers»– i a més de 33 milions de seguidors al Twitter, l'any 2012 Bieber fou considerat per la revista Forbes la tercera celebritat més poderosa del món. En els dotze mesos anteriors havia guanyat prop de 55 milions de dòlars. A data de maig de 2012, Bieber havia venut 15 milions d'àlbums.
El dia de Nadal de 2013 va anunciar a Twitter la seva retirada, per bé que no es té la certesa de si es tracta d'una estratègia comercial o una retirada definitiva. La matinada del 23 de gener de 2014 va ser arrestat a Miami per conduir sota els efectes de les drogues.
Està casat amb la model Hailey Baldwin d'ençà el 2018.

## Infantesa
Justin Bieber va néixer a l'hospital St Joseph de London (Ontario, Canadà), i fou escolaritzat a Stratford. És fill de Jeremy Jack Bieber i Patricia "Pattie" Mallette. La mare de Bieber tenia disset anys quan es va quedar embarassada. La parella mai es va casar, però mantenen una amistat propera i comparteixen objectius comuns pel que fa a la vida personal i professional del seu fill. Mallete va educar el seu fill amb l'ajut de la seva mare Diana i del seu padrastre Bruce.
El setembre de 2012 es publicaren les memòries de Mallette, titulades Nowhere but Up. El llibre explica la seva infància i el treball amb el seu fill per aconseguir dur a terme una carrera en la indústria musical. També explica, així com en una entrevista amb el programa de televisió Today, com la intentaren convèncer que avortés i com va refusar de fer-ho. Mallete treballà en una sèrie de feines amb sous baixos, i crià Bieber com a mare soltera i amb pocs ingressos. Bieber ha mantingut contacte amb el seu pare, que es casà amb una altra dona i va tenir dos fills.
El besavi patern de Bieber era alemany. D'altra banda, els avantpassats materns són francocanadencs. Bieber ha manifestat que creu que té alguns avantpassats aborígens canadencs. A Stratford, Bieber va assistir en una escola primària on es duia a terme la immersió lingüística en francès, l'Escola Catòlica Jeanne Sauvé.
De petit, Bieber estava interessat en l'hoquei, el futbol i els escacs, i es mantenia les seves aspiracions musicals per ell mateix. A mesura que s'anava fent gran, Bieber va aprendre per si sol a tocar el piano, la bateria i la trompeta. A principis del 2007, quan tenia 12 anys, Bieber cantà la cançó de Ne-Yo «So Sick» en un concurs local de Stratford en el qual aconseguí el segon lloc. Mallette va penjar un vídeo de la interpretació al YouTube perquè la veiessin els seus amics i familiars. Va continuar penjant vídeos del seu fill cantant versions de cançons de R&B mentre augmentava la popularitat de Bieber en el lloc web d'allotjament de vídeos.

## Carrera professional

### 2008-2010: Inicis de la seva carrera professional iMy World
L'any 2007, tot buscant vídeos d'un altre cantant, l'antic executiu de màrqueting de la discogràfica So So Def Scooter Braun va visualitzar accidentalment un dels vídeos que Bieber havia penjat a Youtube. Impressionat, Braun va localitzar el teatre on Bieber va actuar, per localitzar seguidament la seva escola i finalment a Mallette, qui inicialment sentia recança de Braun en tant que aquest professava la religió jueva; ella mateixa recordà que a les seves pregàries demanava que un home o una discogràfica cristiana fossin els que sentissin interès per Bieber. Això no obstant, després de consultar-ho amb altres membres de la seva parròquia i de rebre'n el suport, va permetre que Braun s'emportés a Bieber —que llavors tenia 13 anys— a Atlanta (Geòrgia) per enregistrar una maqueta. Al cap d'una setmana, Bieber va cantar en presència d'Usher, cantant i compositor de R&B, per proposar-li la seva contractació per la discogràfica Island Records.
Això no obstant, Bieber va signar un contracte amb RBMG (Raymond Braun Media Group, una empresa d'Usher i Braun. Justin Timberlake també va intentar fitxar Bieber, però l'oferta d'Usher va resultar millor pel jove cantant. Un cop contractat, Usher va cercar ajuda per trobar una discogràfica per a Bieber, recorrent al llavors mànager Chris Hicks, que va col·laborar en l'organització d'una audició de Bieber per a Antonio L.A. Reid, de The Island Def Jam Music Group. Reid va contractar Bieber per Island Records l'octibre de 2008 (resultant un contracte a mitges entre RBMG i Island Records), i Chris Hicks va esdevenir vicepresident executiu de Def Jam, des d'on gestionaria la carrera de Bieber amb la discogràfica. En aquell moment, Bieber i la seva mare es van traslladar temporalment a Atlanta, on també vivien Usher i Braun, per enregistrar i rebre suport per part de Braun, qui esdevingué el seu mànager.
El primer single de Bieber, One Time, va emetre's per la ràdio mentre aquest encara estava enregistrant el seu primer disc. La cançó va arribar al número 12 de la llista Canadian Hot 100 durant la primera setmana d'emissió (juliol 2009), i després va arribar al número 17 de la llista Billboard Hot 100. Durant la tardor de 2009 gaudia d'èxit als mercats internacionals. La cançó va rebre el disc de platí al Canadà i als Estats Units, i el disc d'or a Austràlia i Nova Zelanda. El seu primer disc, un EP titulat My World, es va publicar el 17 de novembre de 2009. El segon single de l'àlbum, One Less Lonely Girl i dos altres singles promocionals titulats Love Me i Favourite Girl, es van publicar exclusivament a l'ITunes Store i van ocupar posicions entre els 40 primers llocs de la llista Billboard Hot 100.
One Less Lonely Girl es va emetre després per la ràdio i va arribar als quinze primers llocs de les llistes d'èxits del Canadà i els Estats Units, on fou distingit amb el disc d'or. D'altra banda, My World va rebre el disc de platí als Estats Units i el doble disc de platí al Canadà i al Regne Unit. Per tal de promoure el disc, Bieber va actuar en diversos esdeveniments públics, com la gira VMA 09 de l'MTV, la gira europea del programa The Dome, el programa The Next Star de la cadena YTV o el programa The Today Show. També va actuar a The Wendy Williams Show, Lopez Tonight, The Ellen DeGeneres Show, It's On with Alexa Chung, Good Morning America, Chelsea Lately, i al programa 106 & Park de la cadena Black Entertainment Television, on va actuar amb la cantant Rihanna. Bieber també va aparèixer com a artista convidat en un capítol de True Jackson, VP, al final de 2009.
Bieber va interpretar la cançó Someday at Christmas a la Casa Blanca, davant el president Barack Obama i la seva esposa Michelle Obama, en el marc del programa Christmas in Washington, emès el 20 de desembre de 2009 a la cadena TNT. Bieber també va ser un dels intèrprets al programa Dick Clark's New Year's Rockin' Eve, protagonitzat per Ryan Seacrest i emès el 31 de desembre de 2009. A més, Bieber va ser un dels presentadors de l'edició de 2010 dels premis Grammy, celebrada el 31 de gener de 2010. També fou convidat a participar com a vocalista al remake de la cançó We Are the World (escrita per Michael Jackson i Lionel Richie en ocasió del seu 25è aniversari, amb el qual es va aprofitar l'avinentesa per recaptar fons a favor d'Haití (vegeu Terratrèmol d'Haití del 2010). Bieber canta al principi de la cançó, un vers originalment interpretat per Lionel Richie.
El 12 de març de 2010, Bieber va participar en l'enregistrament d'una versió de la cançó Wavin' Flag, de l'artista K'naan, duta a terme per un col·lectiu de joves músics canadencs conegut com a Young Artists for Haiti. Bieber interpreta els últims versos de la cançó.

### 2010-2011:My World 2.0,Never Say NeveriUnder the Mistletoe
"Baby", el principal single de My World 2.0, el seu disc de debut, va comptar amb la participació de Ludacris, fou publicat el gener de 2010 i ràpiament va esdevenir un èxit internacional. Va arribar al número 5 de la llista Billboard Hot 100 i va arribar al número 10 en diversos mercats internacionals. Dos altres singles promocionals, "Never Let You Go" i "U Smile", van situar-se entre els 30 èxits de la llista Hot 100 dels Estats Units, i entre els 20 primers del Canadà. Segons Metacritic, l'àlbum va rebre crítiques generalment favorables. Va arribar al número u de la llista Billboard 200, i Justin Bieber va esdevenir el solista més jove en arribar al número u d'aquesta llista des de 1963, quan ho feu Stevie Wonder. My World 2.0 també va arribar al número u de la Canadian Albums Chart, la Irish Albums Chart, l'Australian Albums Chart i a la Recording Industry Association of New Zealand Albums Chart i es va situar entre les deu primeres posicions d'altres quinze països.
Per tal de promoure el disc, Bieber va aparèixer en diversos programes en directe, com The View, Nightline (premiat el 2010 amb el Kids Choice Awards), Late Show with David Letterman, The Dome i 106 & Park. Bieber va col·laborar amb Kingston al single "Eenie Meenie", que també es va incloure al seu disc de debut. La cançó es va situar entre els 10 primers a les llistes d'èxit del Regne Unit i Austràlia, i entre els 20 primers a molts altres mercats. El 10 d'abril de 2010, Bieber va ser el convidat musical a Saturday Night Live. El 4 de juliol de 2010, Bieber va actuar a l'espectacle de Focs artificials que va tenir lloc a Nova York amb motiu de la festa de la independència. El segon single de My World 2.0, "Somebody to Love", fou publicat l'abril de 2010, i també se'n publicà un remix amb la participació d'Usher, el mentor de Bieber. El 23 de juny de 2010, Bieber va efectuar la seva primera gira, My World Tour, que va començar a Hartford (Connecticut), per tal de promoure tant My World com My World 2.0. Aquell mateix mes, el videoclip "Baby" va superar en nombre de visites i vots negatius a youtube el vídeo de "Bad Romance", de Lady Gaga. Va continuar essent el vídeo més vist fins al novembre de 2010. El setembre de 2010, Bieber aplegava el 3% del tràfic de twitter.

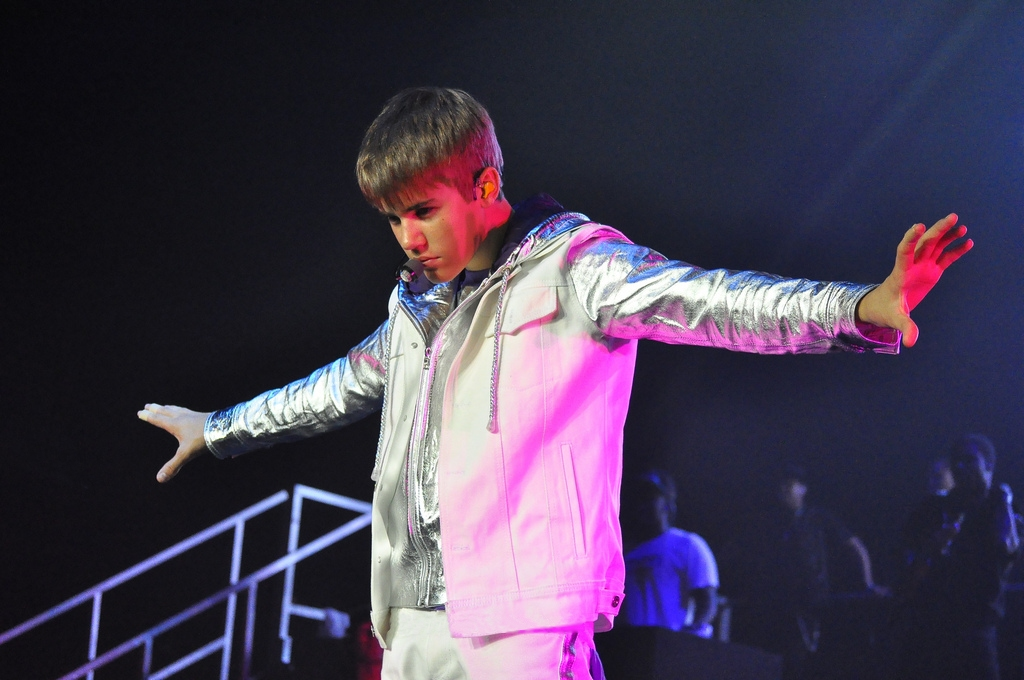
Bieber en concert a Jakarta durant el My World Tour.

Bieber va començar a enregistrar el seu segon disc el juliol de 2010, a la ciutat de Nova York. En tant que Bieber estava en plena pubertat, la seva veu era notablement més greu que en el primer disc. L'abril de 2010, Bieber comentà que "com tot adolescent, hi he de conviure [amb el canvi de veu] i tinc el millor entrenador de veu del món. […] Ara ja no arribo a algunes de les notes a les que arribava cantant "Baby". Hem de baixar el to quan canto en directe." Aquell mateix any, Bieber va ser l'estrella convidada al primer capítol de la temporada de la sèrie CSI: Crime Scene Investigation, que es va estrenar el 23 de setembre. Bieber va interpretar un adolescent en problemes que havia de prendre una decisió difícil que implicava al seu únic germà, que resultava ésser el perpetrador en sèrie de diversos atemptats amb bombes. Bieber també va aparèixer en un altre episodi de la mateixa sèrie que es va emetre el 17 de febrer de 2011, on el personatge que interpretava moria. Encara el 2010, Bieber va interpretar una mescla de cançons (medley) de "Baby" i "Somebody to Love", i també va tocar breument la bateria durant l'entrega dels premis MTV Video Music Awards del 12 de setembre. Aquell mateix octubre, Bieber va anunciar que publicaria un disc acústic, titulat My Worlds Acoustic. El disc es va publicar als Estats Units el Black Friday, l'endemà del Dia d'acció de gràcies. L'àlbum incloïa versions acústiques de temes dels seus discs anteriors, i també un tema inèdit, "Pray".
L'11 de febrer de 2011 es va estrenar la pel·lícula Justin Bieber: Never Say Never, un film en tres dimensions que combina el biopic amb escenes de Bieber en concert. Dirigit per Jon Chu, la taquilla del film del mateix dia de la seva estrena (a 3.105 cinemes) va arribar a un import aproximat de 12 milions i mig de dòlars. Aquell mateix cap de setmana, la taquilla ja havia superat els 30 milions de dòlars, essent superada per un marge molt estret per la comèdia Just Go With It, que va recaptar 31 milions de dòlars. Never Say Never va superar les expectatives de la indústria, arribant gairebé als 31 milions de dòlars de recaptació que va assolir el film Hannah Montana & Miley Cyrus: Best of Both Worlds Concert, que conserva el rècord com el millor debut per un documental musical. El total mundial de la recaptació de Never Say Never fou de 98.441.954 dòlars. La pel·lícula es publicà junt al segon disc de remescles de Bieber, titulat Never Say Never - The Remixes i publicat el 14 de febrer de 2011. El disc inclou remescles de les cançons del seu disc de debut, amb artistes convidats com Miley Cyrus, Chris Brown i Kayne West, entre d'altres.
El juny de 2011, Bieber va ocupar la segona posició a la llista Forbes de celebritats menors de 30 anys més ben pagades del món. És l'estrella més jove, i un dels 7 músics presents a la llista que ha aconseguit guanyar 53 milions de dòlars en un període de 12 mesos. L'1 de novembre del mateix any, Bieber va publicar Under the Mistletoe, el seu segon disc d'estudi, i va ocupar la primera posició de la llista Billboard 200 en el moment del seu llançament, venent 210.000 còpies durant la primera setmana en què es posà a la venda.

### 2012–present:Believe

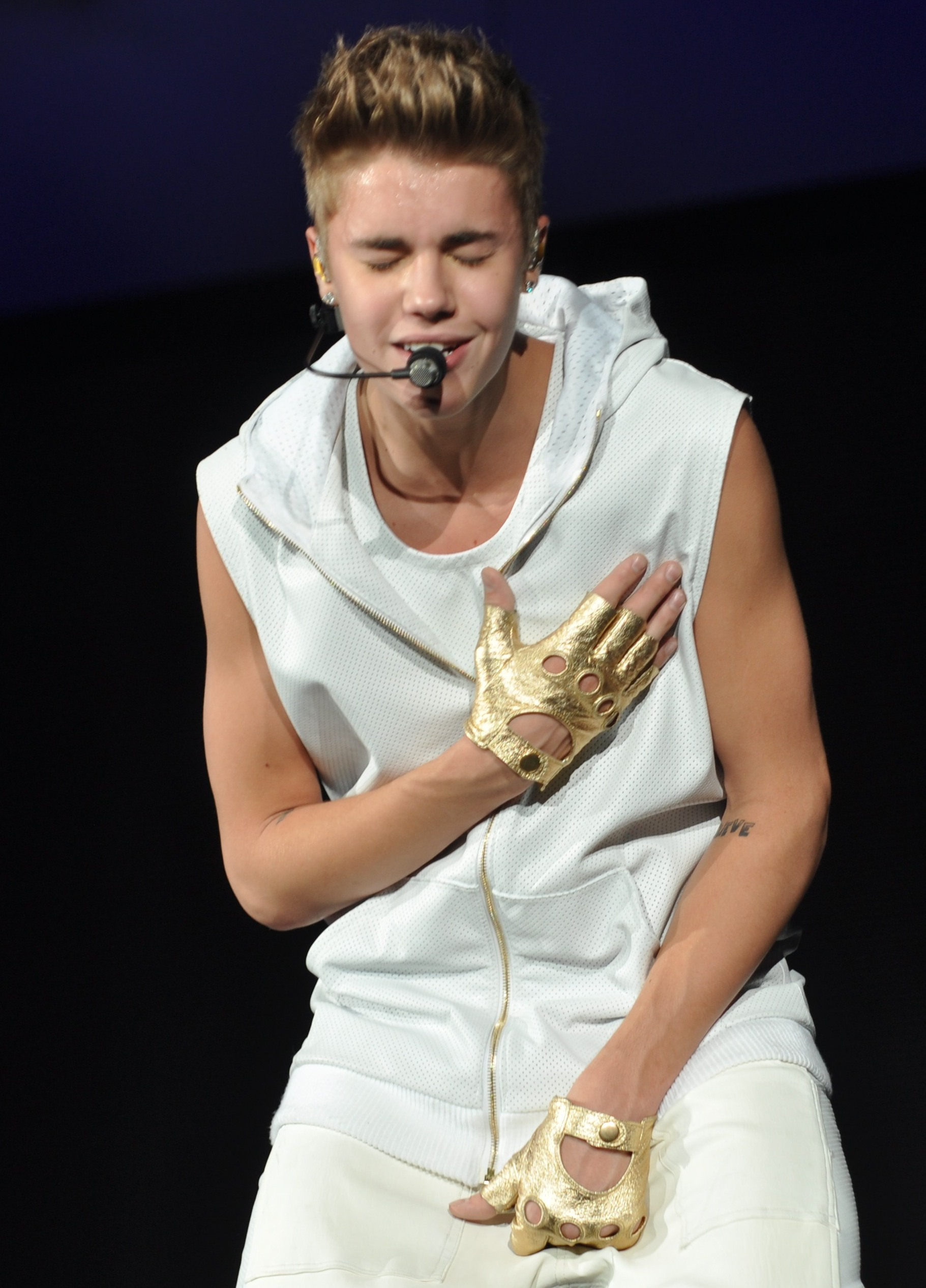
Bieber en concert, durant el Believe Tour (octubre 2012).

Al final de 2011, Bieber va començar a enregistrar el seu tercer disc d'estudi, titulat Believe, i Bieber va aparèixer a The Ellen DeGeneres Show per anunciar que aquest primer single es titularia "Boyfriend", i que es publicaria el 26 de març de 2012. La cançó fou co-escrita amb Mike Posner, i va arribar al número 2 de la llista Billboard Hot 100 en el moment del seu llançament. Se'n van vendre 521.000 còpies digitals, essent aquest el segon millor debut en digital d'una cançó. Segons Bill Werde, la cançó no va arribar al número u en el moment de la seva publicació perquè la descàrrega digital del single només estava disponible a través de l'ITunes Store, excloient de l'opció de compra tots aquells aliens al sistema de compres d'Apple. "Boyfriend" va esdevenir el primer single de Bieber en arribar al número u de la llista Canadian Hot 100 en el moment del seu llançament, mantenint-s'hi durant una setmana.
El seu tercer disc d'estudi, Believe, es va publicar el 19 de juny de 2012 de la mà d'Island Records. El disc assenyala un punt d'inflexió en el so propi del teen pop dels seus discos anteriors, i incorpora elements del dance-pop i del R&B contemporani. En un intent de desenvolupar un so més madur, Bieber va comptar amb la col·laboració d'un ampli elenc de productors urbans, així com d'altres col·laboradors a llarg termini, com Rodney Jerkins (Darkchild), Hit-Boy, Diplo i Max Martin. Entertainment Weekly va lloar l'evolució de Bieber, considerant que l'àlbum era una reinvenció i una reintroducció del cantant. Per la seva banda, Rolling Stone va subratllar la veu més greu de Bieber i l'ús de ritmes més intens, per bé que va respondre amb sarcasme als eufemismes emprats en referència a la maduresa sexual del cantant. Believe va debutar al número u de la llista Billboard 200, esdevenint el quart disc de Bieber en assolir aquesta fita. El disc va vendre 57.000 còpies durant la primera setmana al Canadà, on arribà també al número u de la llista de discs d'èxit del país.
La gira per promoure el disc, Believe Tour, es va iniciar el setembre de 2012 a Glendale, Arizona. El 14 de desembre del mateix any, Bieber va participar en The Ellen DeGeneres Show, on va anunciar els seus plans de publicar un disc en acústic. L'àlbum, titulat Believe Acoustic, es va publicar el 29 de gener de 2013. A més, va declarar a través de Twitter que participaria com a artista convidat a Saturday Night Live, fet que s'esdevingué el 9 de febrer de 2013. El 7 de març de 2013, Bieber es va desmaiar entre bambolines a l'O2 Arena de Londres, després de queixar-se de problemes respiratoris durant un concert, i fou ingressat en un hospital. El 12 de març del mateix any, Bieber va cancel·lar el segon concert que s'havia programat a Lisboa, arran de l'escàs nombre d'entrades venudes. No obstant, el primer concert, programat pel dia anterior, sí que s'efectuà.
Paral·lelament a la gira, es va produir una pel·lícula titulada Believe 3D, que s'espera que s'estreni al llarg de 2013. El film, una continuació de Justin Bieber: Never Say Never, compta amb la direcció de Jon M. Chu.

### Justin Bieber de gira a Catalunya
El 6 d'abril de 2011 va oferir el seu primer concert als Països Catalans, al Palau Sant Jordi de Barcelona.
La seva estada a la capital catalana es va prolongar durant 3 dies, en què va fer diverses activitats per la capital i, fins i tot, va participar en un entrenament del seu equip de futbol preferit, el Futbol Club Barcelona.
Per segona vegada el passat 16 de març de 2013 va oferir el seu segon concert als Països Catalans durant la seva gira mundial Believe Tour al Palau Sant Jordi de Barcelona amb Carly Rae Jepsen i Cody Simpson, tot just després d'haver passat prèviament per Madrid al Palacio de los Deportes de la Comunidad de Madrid acompanyat de Xuso Jones i Carly Rae Jepsen, després d'haver hagut de cancel·lar el seu concert a la ciutat de Bilbao per «problemes de logística».

## Discografia
- My World 2.0 (2010)
- Under the Mistletoe (2011)
- Believe (2012)
- Journals (2013)
- Purpose (2015)
- Changes (2020)
- Justice (2021)

## Gires
- 2009: Urban Behavior Tour
- 2012-2011: My World Tour
- 2012-2013: Believe Tour
- 2016-2017: Purpose World Tour

## Filmografia

### Cinema i televisió
| Any       | Títol                          | Rol                      | Notes                                                                   |
| --------- | ------------------------------ | ------------------------ | ----------------------------------------------------------------------- |
| 2010      | Cubed                          | Millor amic de Pizzi     | Sèrie de televisió (1 episodi)                                          |
| 2010-2011 | CSI: Crime Scene Investigation | Jason McCann             | Sèrie de televisió (2 episodis: "Shock Waves" i "Targets of Obsession") |
| 2012      | Men in Black 3                 | Alien als monitors de TV |                                                                         |

### Aparicions com a convidat
| Any  | Títol                                      | Rol                | Notes                                                                     |
| ---- | ------------------------------------------ | ------------------ | ------------------------------------------------------------------------- |
| 2009 | True Jackson, VP                           | Ell mateix         | Sèrie de televisió (1 episodi)                                            |
| 2009 | My Date With...                            | Ell mateix         | Estrella convidada                                                        |
| 2010 | Silent Library                             | Ell mateix         | Sèrie de televisió (1 episodi)                                            |
| 2010 | School Gyrls                               | Ell mateix         | Cameo                                                                     |
| 2010 | Saturday Night Live                        | Actor              | Temporada 35, episodi 18                                                  |
| 2010 | American Idol                              | Actor              | Temporada 9, episodi 40                                                   |
| 2010 | Hubworld                                   | Estrella convidada | Temporada 1, episodi 1                                                    |
| 2010 | The X Factor (Regne Unit)                  | Actor              | Temporada 7, setmana 8                                                    |
| 2011 | Extreme Makeover: Home Edition             | Estrella convidada |                                                                           |
| 2011 | Khloé & Lamar                              | Ell mateix         | Sèrie de televisió (1 episodi: "The Father in Law")                       |
| 2011 | Saturday Night Live                        | Organitzador       | Temporada 36, episodi 14                                                  |
| 2011 | Justin Bieber: Never Say Never             | Ell mateix         |                                                                           |
| 2011 | Dancing with the Stars                     | Actor              | Setmana 7                                                                 |
| 2011 | So Random!                                 | Ell mateix         |                                                                           |
| 2011 | Disney Parks Christmas Day Parade          | Estrella convidada | Al Walt Disney World Resort                                               |
| 2011 | The X Factor (Regne Unit)                  | Actor              | Sèrie 8, setmana 9                                                        |
| 2011 | The X Factor (Estats Units)                | Actor              | Temporada 1, setmana 9, final                                             |
| 2012 | Punk'd                                     | Punker             | Sèrie de televisió (1 episodi: "Taylor Swift, Rob Dyrdek, Sean Kingston") |
| 2012 | Katy Perry: Part of Me                     | Ell mateix         | Cameo                                                                     |
| 2012 | Dancing with the Stars                     | Actor              | Setmana 1                                                                 |
| 2012 | Make Your Mark: Shake It Up Dance Off 2012 | Convidat           |                                                                           |
| 2013 | Saturday Night Live                        | Ell mateix         | Organitzador i convidat musical                                           |
| 2013 | Els Simpson                                | Ell mateix (veu)   | Cameo                                                                     |